# Гарадагский район
Гарадагский район города Баку (азерб. Qaradağ rayonu) — один из 12 административных районов города Баку. Граничит с Ясамальским, Сабаильским и Бинагадинским районами города Баку, а также Апшеронским, Сальянским и Аджикабульскими районами Азербайджана. Поселок Локбатан является административным центром района.

## История
Гарадагский район как административно-территориальная единица был создан в 1923 году в связи с открытием нефтяного месторождения «Пута-Шубаны». На партийной конференции, проведённой 7 мая 1923 года в клубе посёлка Пута, было принято решение об основании района.
В 1949 году на территории района начато строительство Гарадагского цементного завода. Вскоре завод был введён в эксплуатацию. В связи с вводом в эксплуатацию завода вокруг него возникли жилищные застройки.

### История посёлков
Посёлок городского типа Локбатан является административным центром Гарадагского района. Топоним связан с караванным путём, некогда проходившим между поселками Ходжасан и Сангачал. Здесь останавливались верблюжьи караваны, следовавшие по Великому Шелковому Пути. Так как местность была заболочена, то многие верблюды вязли в болотах и погибали, что и дало повод названию Локбатан, что в переводе на русский означает «Тонущий верблюд». Основа поселка была положена в 1931—1934 годах, с началом бурения нефтяной скважины №45. При этом нефтяной фонтан забил 18 мая 1933 года. В то время на данной территории (ныне улица Оруджева) были заложены два жилых массива, полностью состоящих из камышовых домов.
Посёлок городского типа Приморский с 1993 года - Сахил (рус. «Берег») является вторым по величине населенным пунктом Гарадагского района. Датой основания поселка под именем Приморский считается дата начала строительства Гарадагского цементного завода — 1949 год. Находящийся в то время в поселке Кешля цементный завод было решено перенести с центра Баку к окрестностям Гарадагской железнодорожной станции. Одновременно со строительством завода было начато возведение жилых массивов по всему периметру каспийского моря. В 1951 году были пущены в строй I и II технологические линии завода, а в 1952 году посёлок Приморский получил статус административно-территориальной единицы.
Датой основания поселка Пута принято считать период между 1910 и 1920 годами, когда после обнаружения богатых нефтяных залежей для работы на скважинах сюда потянулась рабочая сила и появились первые поселения. Топоним связан с названием азербайджанского национального узора Бута, который является характерной деталью местного национального орнамента. К 1922—1923 годам посёлок превращается в промышленный центр. Именно в поселке Пута 7 мая 1923 года на партийном собрании было принято решение об  основании Гарадагского района.
По одной из версий, нынешнее название поселка Кёргёз связано с именем древней птицы Кергез или же с азербайджанским женским именем Гюльгяз. Само слово Коргёз дословно переводится на русский язык как «Слепой глаз» или же «Слепой». 
Появление первых поселений связано с началом добычи нефти и бурением первых нефтяных скважин на данной территории в 1932—1933 годах. Тогда же было создано Азербайджанское нефтяное промышленное управление («Азнефтсенайе»), от сокращенного названия которого посёлок и получил своё первоначальное название АЗНС. До 2000 года жилые массивы Коргёз и АЗНС входили в состав поселка Кызыл-Даш. В 2000 году была образована поселковая административно-территориальная единица — Коргёз.
Фундамент поселка Кызыл-Даш (рус. «Золотой Камень») был заложен в 1945—1946 годах. Первоначально посёлок был назван Кызыл-Тепе (рус. «Золотой Холм»), по цвету красного песка, добываемого с вершины близлежащего холма. Из песка изготавливали кирпичи, которые также были золотисто-красного цвета. С 1948 года в окрестностях поселка началась добыча нефти, что послужило притоку сюда большого количества рабочей силы. Посёлок в итоге был переименован в Йени Трест (рус. «Новый Трест»), а в 1954 году получил статус поселковой административно-территориальной единицы. В 1973 году поселку было дано его нынешнее название — Кызыл-Даш.
Основа поселка Умид (рус. «Надежда») была положена согласно инициативе и указу президента Азербайджана Ильхама Алиева в 1999 году, с вводом в эксплуатацию 110 частных жилых домов для беженцев из Армении и вынужденных переселенцев в результате карабахского конфликта. В 2000 году посёлок получил статус административно-территориальной единицы.
Топоним слова Сангачал означает «Белый камень». Первые поселения в виде бараков начали возводиться в Сангачале в 1936—1937 годах, для работников действующей здесь железнодорожной станции. До 1940 года здесь действовал маленький рыбный завод, на котором работало большинство местных жителей. Начиная со второй половины 40-х годов в поселке Сангачал начинают возводиться бараки для военнопленных, создаются две воинские части и возводится военный городок. До 1956 года посёлок входит в состав района Дуванный, с 1956 года передается в состав Молотовского (ныне Гарадагского) района, а с 1968 года обретает статус поселковой административно-территориальной единицы.
Посёлок Чеильдаг получил своё название в честь одноименной горы, находящейся неподалеку. Вторым, и более распространенным среди местных жителей названием района, является Умбакы, что в переводе на русский язык означаем «Маленький Баку». Датой основания района считаются 1947—1950 годы, когда на данной территории обосновались жители, в связи с началом разработки и эксплуатации нефтяных месторождений. В 1951 году посёлок получил статус поселковой административно-территориальной единицы.
В 1893—1894 годах, на нынешней территории поселка Гобустан, топоним которого означает «пустынная страна», была создана станция Дуванны, с которой в 1901—1905 годах была впервые экспортирована за рубеж азербайджанская нефть, а в 1935—1937 годах была запущена первая разведочная буровая станция. В 1945—1949 годах Дуванны находился в составе Гаджигабульского района. В 1950—1954 годах был создан район Дуванны, который включал в себя населенные пункты Сангачал, Чеильдаг, Алят и Атбулаг. В 1956 году все эти территории были переданы в состав Молотовского (ныне Гарадагского) района. В 1951 году посёлок получил статус административно-территориальной единицы, а в 1972 году прежнее название Дуванны, взятое с древнего племени, обитающего когда-то на данной местности, было переименовано на Гобустан. На территории поселка Гобустан расположен одноименный государственный историко-художественный заповедник мирового значения с наскальными рисунками древних людей «каменного периода», относящихся от восемнадцатого до пятого тысячелетия до н.э.
Топоним слово Алят по арабски означает "высокое", возможно во времена арабской оккупации в IX веке здесь существовало арабское поселение. В 40—50-х годах XIX века здесь было всего несколько рыбацких хижин. Данная местность также использовалась жителями близлежащих горных деревень для зимовки скота, что в конечном итоге привело к появлению здесь новых постоянных жилых поселений. Построенные в 1881—1884 и в 1921—1924 годах железные дороги Баку—Тбилиси и Баку—Иревань, также проходили по территории поселка Алят, где были построены две железнодорожные станции — Алят и Йени Алят (рус. «Новый Алят»). На прибрежной территории поселка Алят была возведена пристань Алят-Пристан (ныне Сахил), где пришвартовывались рыболовецкие суда для загрузки и отгрузки улова. Статус административно-территориальной единицы посёлок получил в 1935 году. До 1956 года Алят входил в состав Аджикабульского района, а с 1956 года являлся частью Молотовского (ныне Гарадагского) района.
Посёлок Мушфигабад был заложен в 1980-х годах, в связи со строительством новой бакинской бройлерской фабрики. В 1984 году были сданы в эксплуатацию первые два общежития фабрики, а в 1985—1987 годах построены новые девятиэтажные жилые дома. В 1988 году Мушфигабад получил статус поселковой административно-территориальной единицы. Назван посёлок в честь народного поэта Азербайджана Микаила Мушфига.

## Наименование
Наименование района связано с одной из первых железнодорожных станций Закавказской железной дороги — Гарадагской железнодорожной станцией.
До 1937 года район носил название Микояновского. В 1937 году был переименован в Молотовский и назывался так до 1957 года, когда району было присвоено его нынешнее название — Карадагский.
В 1963 году район был вновь переименован в Азизбековский. В 1966 году району было возвращено название Гарадагского.

### Хронология названий
| № | Название            | Годы существования |
| - | ------------------- | ------------------ |
| 1 | Микояновский район  | 1923—1937          |
| 2 | Молотовский район   | 1937—1957          |
| 3 | Карадагский район   | 1957—1963          |
| 4 | Азизбековский район | 1963—1966          |
| 5 | Гарадагский район   | 1966—н.в.          |

## География
Район простирается на 106 км вдоль Каспийского моря. На запад от района находится город Ширван.

## Население
На 1 января 2022 года население района составило 128 717 чел.

## Административное устройство

### Административно-территориальные единицы
На территории Гарадагского района находятся 11 административно-территориальных единиц: 
| №  | Название   | Дата основания | Статус |
| -- | ---------- | -------------- | ------ |
| 1  | Лёкбатан   | 1931—1934      |        |
| 2  | Сахиль     | 1949           | 1952   |
| 3  | Пута       | 1910—1920      |        |
| 4  | Кёргёз     | 1932—1933      | 2000   |
| 5  | Кызыл-Даш  | 1945—1946      | 1954   |
| 6  | Умид       | 1999           | 2000   |
| 7  | Сангачал   | 1936—1937      | 1968   |
| 8  | Чеильдаг   | 1947—1950      | 1951   |
| 9  | Гобустан   | 1893—1894      | 1951   |
| 10 | Алят       | 1840—1850      | 1935   |
| 11 | Мушфигабад | 1980           | 1988   |

### Муниципалитеты
В районе действуют в общей сложности 11 муниципалитетов (местных органов самоуправления).
| №  | Название                     | Территории                                                           |
| -- | ---------------------------- | -------------------------------------------------------------------- |
| 1  | Чеильдагский муниципалитет   | Посёлок Чеильдаг                                                     |
| 2  | Алятский муниципалитет       | Поселки: Баш Алят, Алят, Котал, Каракоса, Пирсаат, Шихлар, Йени Алят |
| 3  | Коргезский муниципалитет     | Посёлок Коргез                                                       |
| 4  | Кызыл-Дашский муниципалитет  | Посёлки Кызыл-Даш и Шонгар                                           |
| 5  | Гобустанский муниципалитет   | Посёлок Гобустан                                                     |
| 6  | Лекбатанский муниципалитет   | Посёлки Гейбат, Локбатан и Шубаны                                    |
| 7  | Мушфигабадский муниципалитет | Посёлок Мушфигабад                                                   |
| 8  | Муниципалитет Пута           | посёлок Пута                                                         |
| 9  | Сахильский муниципалитет     | Посёлки Гарадаг и Сахиль                                             |
| 10 | Сангачальский муниципалитет  | Посёлок Сангачал                                                     |
| 11 | Муниципалитет Умид           | Посёлок Умид                                                         |

## Населенные пункты

Мечеть Садарак на территории одноименной оптово-розничной ярмарки у поселка Локбатан

Статистические данные Бакинского государственного статистического управления на 2012 год.

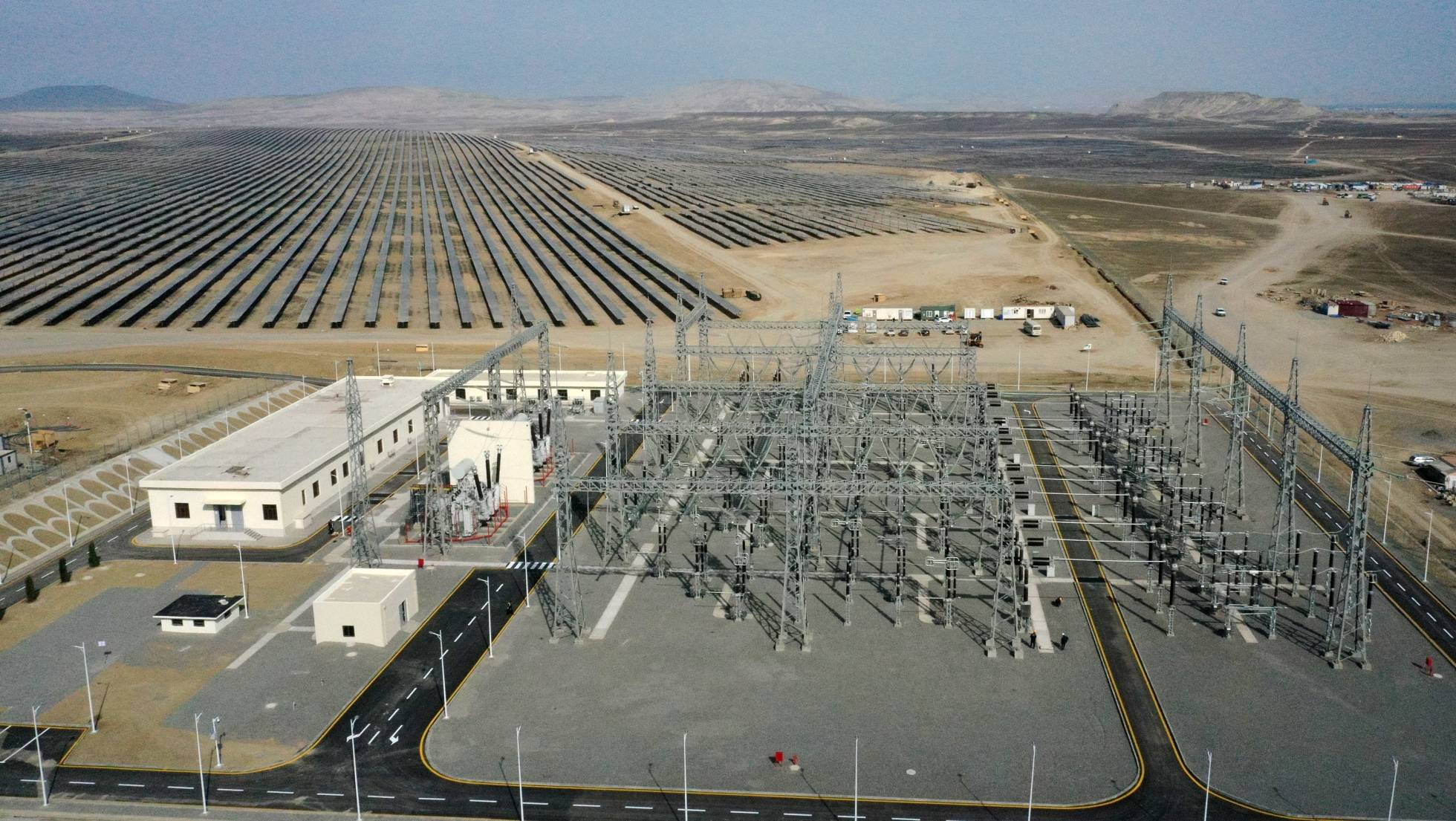
Гарадагская солнечная электростанция

| Название   | Статус с | Население тыс. чел. (2012) |
| ---------- | -------- | -------------------------- |
| Алят       | 1935     | 10865                      |
| Баш-Алят   |          | 1489                       |
| Гобустан   | 1951     | 15396                      |
| Ени-Алят   |          | -                          |
| Гарадаг    |          | 236                        |
| Каракоса   |          | -                          |
| Кёргёз     | 2000     | 2259                       |
| Котал      |          | 381                        |
| Кызыл-Даш  | 1973     | 4497                       |
| Локбатан   | 1936     | 35775                      |
| Мушфигабад | 1988     | 9179                       |
| Пирсагат   | 1936     | -                          |
| Пута       | 1936     | 1381                       |
| Сангачалы  | 1967     | 4294                       |
| Сахиль     | 1952     | 23276                      |
| Умид       | 2000     | 750                        |
| Чеильдаг   | 1951     | 1151                       |
| Шонгар     | 1945     | 700                        |
| Шубаны     | 1936     | -                          |
| Шыхляр     |          | 866                        |
| Эйбат      |          | 89                         |

## Экономика
В Гарадагском районе действуют 90 промышленных предприятия, из которых 22 — крупные. В районе действует газоперерабатывающий завод, Гарадагский цементный завод, цементный завод «NORM», завод по производству гранита и мрамора «Akkord», Гарадагский завод металлоконструкций, Гарадагский кирпичный завод, завод по изготовлению гипса «Avanqard N», завод гальванизации «Azərinşaatservis», завод по производству шпал «Azərinşaatservis», предприятие по производству стёкол «İnter Qlass».
Ведётся разработка медного месторождения.
Действует Сангачальская теплоэлектростанция. 20 октября 2023 года введена в строй Гарадагская солнечная электростанция мощностью 230 мегаватт.
Действует метанольный завод ООО «SOCAR Methanol»

## Образование
На территории Гарадагского района функционируют 30 учебных заведений, в том числе 25 средних школ, 4 лицея и профессионально-технических училища, специализированная школа-интернат, 3 музыкальные школы, 22 детских сада и дома ребёнка.

## Инфраструктура

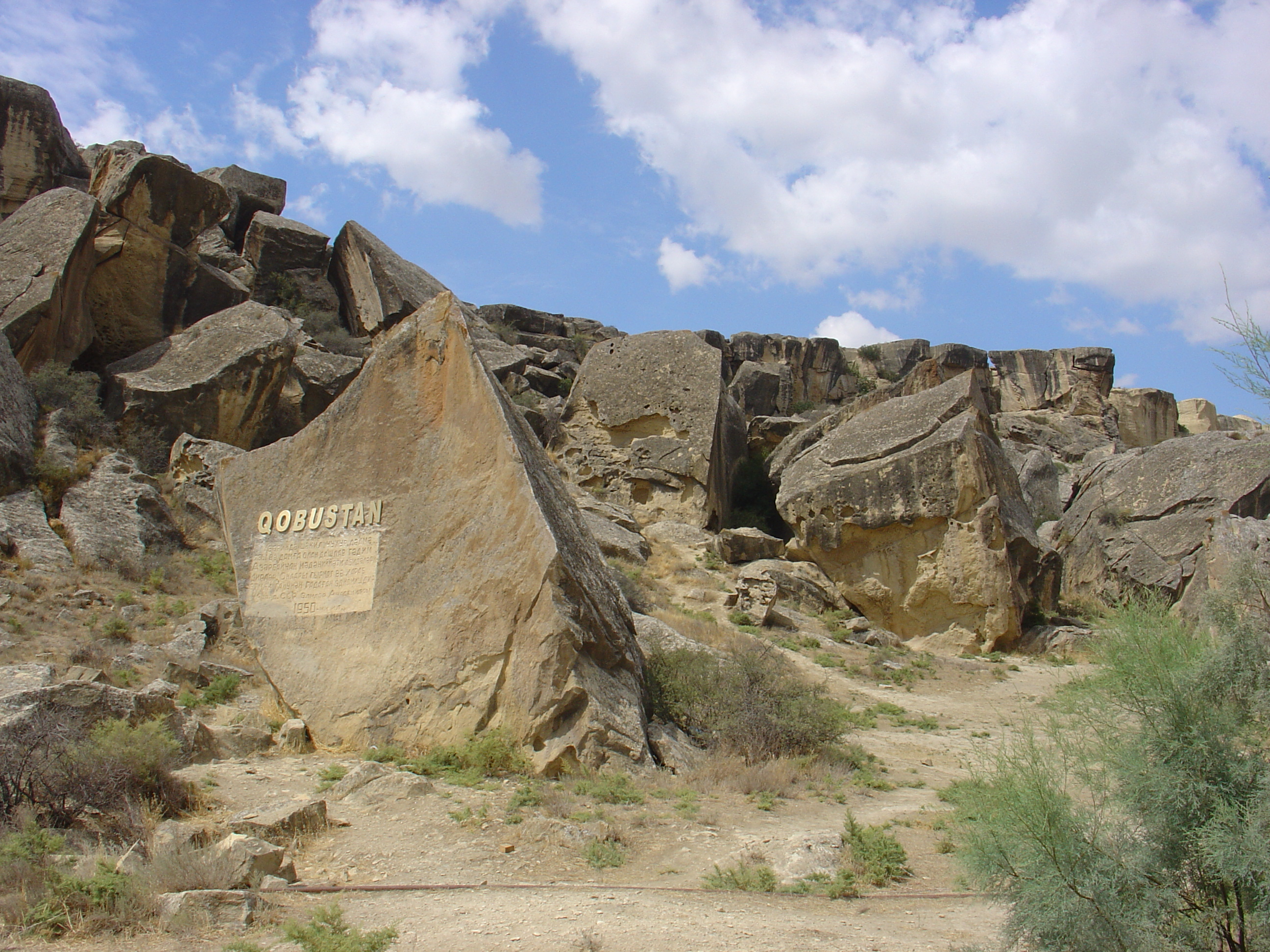
Гобустанский заповедник

На территории Гарадагского района функционируют 8 домов культуры, музей, 10 библиотек, 10 парков культуры и отдыха, 10 мечетей, в том числе мечеть Садарак, 3 пира и святилища.
На территории района действуют религиозная община мечети поселка Локбатан, религиозная община мечети поселка Сангачал, религиозная община мечети «Шамлы» поселка Гобустан.

## Здравоохранение
В Гарадагском районе функционируют 23 медицинских учреждения, в том числе 7 больниц, 6 амбулаторных поликлиник, 2 независимые клиники, стоматологическая клиника, частная клиника, детский санаторий, родильный дом, 2 станции экстренной и неотложной медицинской помощи, республиканская больница «Гузем», железнодорожная больница «Алят».

## Пенитенциарные учреждения
В Гарадагском районе расположено единственное пенитенциарное учреждение Азербайджана закрытого типа — Гобустанская тюрьма (пос. Гобустан), а также учреждение №8 (колония особого режима для особо опасных рецидивистов и приговорённых к смертной казни, заменённой пожизненным лишением свободы, пос. Пута), учреждения №12 и №13 (колонии общего режима для впервые совершивших тяжкое преступление) и учреждение №14 (колония общего режима для впервые совершивших менее тяжкие преступления).

## Достопримечательности
На территории района расположены 15 исторических и культурных памятников, в том числе 10 — местного, 4 — республиканского и 1 — мирового значения, заповедник Гобустан.

## Главы исполнительной власти
Деятельность исполнительной власти Гарадагского района регулируется согласно положению о местных исполнительных властях.
Главой исполнительной власти района является Сулейман Микаилов.

## Известные уроженцы
- Гулиев, Эмин Алекпер оглы[27] — Национальный Герой Азербайджана.
- Рзаев, Ровшан Абдулла оглы[28] — Национальный Герой Азербайджана.